# IOTA
|  | For det græske bogstav, se jota. |
IOTA er en open source kryptovaluta, der fokuserer på at levere en sikker metode for maskiner til at kommunikere og handle via IoT (Internet of Things). IOTA bruger orienteret acyklisk graf ( DAG ) i stedet for den mere traditionelle metode, blockchain, hvilket giver IOTA mulighed for at give brugerne gratis og hurtigere transaktioner med samme type sikkerhed.
IOTA blev grundlagt i 2015 af David Sønstebø, Sergey Ivancheglo, Dominik Schiener og Dr. Serguei Popov og startede senere et samarbejde med Deutsche Telekom, Microsoft og Fujitsu.

## Enheder
Den mindste enhed i IOTA er en Iota, opkaldt efter det niende bogstav fra det græske alfabet, Jota ( ι ). Alle andre enheder er præfikser fra SI-systemet.
| Iota     | = 1 Iota  | = 1i  | = 1i                     |
| KiloIota | = 1 Kiota | = 1Ki | = 1.000i                 |
| MegaIota | = 1 Miota | = 1Mi | = 1.000.000i             |
| GigaIota | = 1 Giota | = 1Gi | = 1.000.000.000i         |
| TeraIota | = 1 Tiota | = 1Ti | = 1,000.000.000.000i     |
| PetaIota | = 1 Piota | = 1Pi | = 1.000.000.000.000.000i |

## Historie

### 2015
IOTA blev grundlagt af David Sønstebø, Sergey Ivancheglo, Dominik Schiener og Dr. Serguei Popov. Den fastsatte en forsyning af 2.779.530.283.277.761 Iotaer, som var valgt ud fra udtrykket {\textstyle {(3^{33}-1)/2}}, som er det største nummer, der kan repræsenteres med 33 i det ternære talsystem. Ved at fastsætte antallet af Iota, lukkes muligheden for mining, så ingen Iotaer kan tilføjes eller fratages. Få måneder efter grundlæggelsen, blev der åbnet for beta-testning.

### 2016
Imens beta-testningen fortsatte, begyndte over the counter-handel mellem brugere.

### 2017
Outlier Ventures, et venturekapitalfirma, investerede et 7-cifret beløb i IOTA, som var deres første direkte investering. SatoshiPay annoncerede et skift fra brug af Bitcoin til udelukkende at bruge IOTA, da Bitcoins transaktionsomkostninger steg.
I august indgik IOTA Foundation et samarbejde med REFUNITE, som er verdens største database for savnede personer, for at kunne bruge IOTA-teknologien til at hjælpe familier under og efter konflikter.
Efter IOTA Data Market Places succes valgte Robert Bosch Venture Capital at lave deres første kryptovaluta-investering ved at købe en stor del af IOTA's tokens.
Kort efter blev IOTA Foundation inviteret af bystyret Tokyo til at deltage i en Blockchain Business Camp, hvor Sony, Holde og Toyota deltog.
Byen Haarlem i Holland byggede et "proof of concept"-system for at give beboere muligheden for at tilgå offentlige dokumenter uden at skulle have adgang til en kommunekontor med IOTA's teknologi som sikkerhedssystem.

## Design

### Transaktion
For at en IOTA bruger kan sende en transaktion, skal brugeren først validere to andre tilfældige transaktioner. En sendt transaktion skal samle en tilstrækkelig grad af verifikation (transaktionen skal valideres et tilstrækkelig antal gange af andre brugere), før transaktionen kan blive accepteret som "bekræftet" af modtageren. IOTA fungerer med en enkel administration, som hedder en Koordinator, som bekræfter alle transaktioner. Uden Koordinatoren ville IOTA-transaktioner ikke være sikkert i sit tidlige stadie. Koordinator vil formentlig blive fjernet, når systemet er stort nok.

### The Tangle
I stedet for at bruge traditionel blockchain bruger IOTA et orienteret acyklisk graf (DAG). IOTA's DAG bliver kaldt "tangle", som er en generalisering af block chain protocol (en blockchain er en specifik sag inden for DAG).

### Kryptografi
IOTA bruger Winternitz hash-baseret kryptografisignaturer i stedet for elliptic curve cryptography (ECC), fordi hash-baserede signaturer er markant hurtigere end ECC.
IOTA brugte en selv-designet hash-funktion kaldt Curl. I juli 2017 fandt forskere en kritisk svaghed, der gav dem adgang til at lave deres egne signatur. Forskerne kritiserede IOTA for at bruge selv-udviklet kryptografi. Den 7. august 2017 byttede udviklerne hash-funktionen med en SHA-3-version, kaldt Kerl, som virkede med ternære (i stedet for binære) operationer, som derved fjernede sårbarheden.

### Addresser
Grundet IOTAs brug af Winternitz' kryptografisignatur, fungerer IOTA fundamentalt anderledes versus andre kryptografivalutaer hvad angår adressebrug. I stedet for at have en fast privatnøgle per adresse, som privatnøglen giver adgang til, genererer IOTA automatisk nye set af privatnøgler og adresser ud fra et seed. Dette seed består af 81 bogstaver fra A til Z inkluderende tallet 9. Med 27 muligheder pr. symbol er der {\displaystyle 27^{81}}(eller {\displaystyle 8,71\cdot 10^{115}}) potentielle seeds i IOTA, mange gange flere seeds end det estimerede antal brintatomer i det observerbare univers ({\displaystyle 3\cdot 10^{79}} antal brintatomer). Hvert symbol i et seed repræsenteres i IOTA med en 'tryte' eller tre 'trits' (kan sammenlignes med bytes og bits). Se nedenunder for et eksempel på et IOTA seed.
```
FJKNTFWLMDQOSITEFWFNBSXXFYYQWXMJLRZRB9DXQONLNZGEVBQVGDWOLOQPUMFNVUAKDBZYBDXPLAMJB

```

## IOTA Foundation
IOTA Foundation blev i november 2017 registreret i Tyskland som en almennyttig organisation, der koordinerer og finansierer udviklingen af IOTA's økosystem. IOTA Foundation er dedikeret til at bygge et bæredygtigt økosystem for IOTA for at fremskynde udviklingen, og dets kommercielle integration, som en open source-teknologi.
IOTA Foundation er den første regulerede, non-profit organisation i Tyskland, som udelukkende er finansieret af kryptovaluta. IOTA Foundation er opdelt i bestyrelse og rådgivende råd. Under dem er der organiseret arbejdsgrupper, som fokuserer på at promovere og muliggøre IOTA's brug i bl.a.: identitet, social sammenhæng, forsyningskæder, mobilitet, e-health, fintech, smart cities, infrastruktur, forskning og udvikling, interoperabilitet, energi og industri 4.0.

## Datamarkedspladsen
IOTA lancerede en offentlig markedsplads for data genereret af tredjepart-sensorer. Målet er at tjene penge på det eksploderende marked for 2.5 quintillion bytes af data, der genereres dagligt, og som stiger eksponentielt. Projektet samler deltagere fra over 20 globale organisationer, heriblandt Audi, Deutsche Telekom, Bosch, Microsoft, Samsung Artik, Orange S.A. og Fujitsu. Markedspladsen tillader, at tilsluttede enheder sikkert kan overføre, købe og sælge forskelligt data til globale købere. De gebyrfrie mikrotransaktioner er håndteret at IOTA-protokoller. Indledende datasæt, der er til rådighed på markedet, omfatter lokationsspecifikke miljømålinger, afrikansk landbrugsdata og anonymiserede sundhedsdata fra bærbare enheder. Normale netbrugere kan også sælge deres data på markedet.

## Wallet
Den officielle wallet også kaldet 'Light Wallet' er tilgængelig på IOTA's GitHub. Denne wallet er bl.a. blevet kritiseret for at være svær at bruge, grundet fokus for IOTA Foundation ikke har været på den menneskelig brug af IOTA. En ny wallet (kaldet 'Trinity') er under udvikling med brugervenlighed som fokus. Den forventes at komme i beta i foråret 2018.